# Chester (Connecticut)
Chester – miasto w Stanach Zjednoczonych, w stanie Connecticut, w hrabstwie Middlesex.